# Nora Wahls
Nora Wahls (* 11. November 1983 in Freiburg im Breisgau) ist eine deutsche Schauspielerin, Sprecherin und Sängerin und Physiotherapeutin.

## Leben
Nora Wahls studierte von 2007 bis 2011 an der Otto-Falckenberg-Schule. Zuvor lebte sie in Hamburg und besuchte das Hamburger Schauspiel-Studio Frese. Ihre Schauspielkarriere begann in Bochum bei Theater Total. Sie spielte u. a. auf den Bühnen der Münchner Kammerspiele, des Altstadttheaters Ingolstadt und des Turmtheaters Regensburg (Natalja in Der Heiratsantrag). Als Sängerin wirkt sie im Genre Chanson, Jazz und Rock-Pop. Sie lebt mit ihrer Familie in Köln.

## Auszeichnungen
Im Jahre 2009 erhielt sie den Förderpreis für Nachwuchsschauspieler des Landesverbandes Bayern des Deutschen Bühnenverbandes.

## Filmografie
- 2016: Stranden (Kurzspielfilm, Regie: Moira Himmelsbach) – Nebenrolle
- 2011: Gibsy – Die Geschichte des Boxers Johann Rukeli Trollmann (Doku, Regie: Eike Besuden) – Nebenrolle